# Patrick Glöckner
Patrick Glöckner (* 18. November 1976 in Bonn) ist ein deutscher Fußballtrainer und ehemaliger -spieler.

## Karriere

### Als Spieler
Patrick Glöckner kam aus der Jugend vom FSV Bischofsheim zu Eintracht Frankfurt. Über die zweite Mannschaft gelang ihm der Sprung in das Profiteam und er konnte am 22. September 1996 beim Heimspiel gegen seinen späteren Verein, die Stuttgarter Kickers, sein Profidebüt geben. Nach einem Jahr beim schwäbischen Traditionsverein kehrte der Mittelfeldspieler wieder zurück nach Hessen und war noch für Kickers Offenbach und den FSV Frankfurt am Ball. Da er seinen Beruf als Model nicht mit dem Fußball vereinbaren konnte, beendete Glöckner seine Spielerkarriere vorzeitig.

### Als Trainer
Später war Glöckner in verschiedenen Trainerpositionen in der Jugend und bei den U23-Mannschaften seiner beiden ehemaligen Frankfurter Vereine tätig. Von Juli bis Dezember 2017 war Glöckner Co-Trainer beim FC St. Pauli. Ab Januar 2018 war Glöckner als Co-Trainer beim FC Viktoria Köln tätig, wohin er Olaf Janßen gefolgt ist, mit dem er schon bei St. Pauli zusammengearbeitet hatte. Nach dem Wechsel von Olaf Janßen als Co-Trainer von Bruno Labbadia zum VfL Wolfsburg wurde Patrick Glöckner zum neuen Cheftrainer von Viktoria Köln befördert. Im Mai 2019 wurde Glöckner vor dem letzten Spieltag auf dem ersten Platz stehend beurlaubt, da die sportliche Leitung aufgrund der negativen Tendenz das Saisonziel Aufstieg gefährdet sah.
Zum 10. Spieltag der Drittligasaison 2019/20 übernahm Glöckner das Amt des Cheftrainers von David Bergner beim Aufsteiger Chemnitzer FC. Als Tabellensiebzehnter stieg der Klub direkt wieder in die Regionalliga ab und Glöckner verließ Chemnitz kurz nach dem Saisonende.
Zur Saison 2020/21 übernahm Glöckner das Traineramt beim SV Waldhof Mannheim als Nachfolger von Bernhard Trares. Nach der Saison 2021/22 verließ er den Verein.
Anfang November 2022 übernahm Glöckner den Zweitligisten Hansa Rostock als Nachfolger von Jens Härtel. Die Mannschaft stand nach dem 15. Spieltag der Saison 2022/23 mit 17 Punkten auf dem 12. Platz und hatte zwei Punkte Vorsprung auf einen Abstiegsplatz. Er erhielt einen Vertrag bis zum Saisonende, der sich im Falle des Klassenerhalts um ein Jahr verlängert hätte. In den letzten zwei Hinrundenspielen der Saison holte Hansa vier Punkte und überwinterte auf dem 9. Platz. Nach nur einem Sieg aus den ersten acht Spielen der Rückrunde wurde Glöckner Mitte März 2023 wieder freigestellt. Der Klub war auf den 17. Platz abgerutscht und punktgleich mit dem ersten Nicht-Abstiegsplatz. Später einigten sich Glöckner und Hansa auf eine vorzeitige Vertragsauflösung zum 30. September 2023.
Am 20. Januar 2025 wurde Patrick Glöckner als neuer Cheftrainer beim Drittligisten TSV 1860 München vorgestellt.